# Organic Maps
Organic Maps — інтегрується з проектом OpenStreetMap, використовуючи його краудсорсингові картографічні дані. Додаток має вбудований редактор, який дозволяє користувачам вносити оновлення на карту, такі як підприємства та пам'ятки.

## Особливості

### Конфіденційність
Organic Maps ставить на перше місце конфіденційність користувачів, не збираючи персональні дані та не відстежуючи місцезнаходження користувачів.

### Офлайн карти
Organic Maps працює повністю офлайн, дозволяючи користувачам завантажувати карти заздалегідь. Після завантаження карт навігація, пошук і планування маршрутів не потребують підключення до Інтернету. Додаток пропонує офлайн-карти світу, включаючи велосипедні маршрути, пішохідні маршрути, пішохідні стежки, контурні лінії, профілі висот, вершини та схили.

### Низький рівень споживання енергії акумулятора
Додаток призначений для оптимізації використання заряду акумулятора під час навігації.

### Навігація
Organic Maps забезпечує навігацію для різних видів діяльності, включаючи піші прогулянки, їзду на велосипеді, водіння автомобіля та громадський транспорт. Вона підтримує покрокову навігацію з голосовими підказками і дозволяє користувачам шукати інформацію на карті та додавати закладки.

## Дані OpenStreetMap
Organic Maps інтегрується з проектом OpenStreetMap, використовуючи його краудсорсингові картографічні дані. Додаток має вбудований редактор, який дозволяє користувачам вносити оновлення на карту, такі як підприємства та пам'ятки.

## Особливості
- Безкоштовно[8]
- Без реклами, без відстеження[8]
- Детальні офлайн карти світу[8]
- Велосипедні та пішохідні стежки[8]
- Горизонтальні лінії, профілі висот, піки та схили[8]
- Режим мапи для пішохідних походів з кращею візуалізацією стежек[9]
- Покрокова навігація для ходьби, їзди на велосипеді та автомобіля з голосовими підказками
- Лінійка для вимірювання відстаней
- Швидкий офлайн-пошук на карті та в закладках
- Запис GPS треків
- Експорт та імпорт закладок у форматах KML/KMZ та треків у форматі GPX
- Редагування відомостей про заклади із можливістю завантаження змін до OpenStreetMap
- Темний режим[10]

## Історія
У 2011 році було запущено застосунок MapsWithMe (пізніше перейменовано на Maps.Me), а у 2015 році його код було відкрито. Organic Maps був заснований як форк MapsWithMe у 2021 році колишніми розробниками оригінальної мапи: Роман Цісик, Олександр Борсук та Віктор Говако. Перший публічний реліз Organic Maps був доступний в магазинах додатків у червні 2021 року. Organic Maps управляється юридичною особою, зареєстрованою в Естонії. 